# Nilva
Nilva  è un nome proprio di persona italiano femminile.

## Varianti
- Femminili: Nilvia[1][3]
  - Alterati: Nilvana[1][3][2]
- Maschili: Nilvo[1][2], Nilvio[1][2]
  - Alterati: Nilvano[1]

## Origine e diffusione
Di incerta interpretazione, potrebbe rappresentare l'ipocoristico di nomi doppi formati da un primo elemento terminante in -na o -nia (Anna, Antonia, Bruna, Giovanna, Marina, Silvana) e di un secondo elemento quale Elva, Ilvia o Silvia oppure una variante di Milva. Alcune varianti potrebbero rappresentare un alterato di Nirvana.
È diffuso principalmente in Toscana e in alcune zone dell'Emilia-Romagna.

## Onomastico
L'onomastico si festeggia il 1º novembre, festa di Ognissanti, essendo un nome adespota.